# Família dominica
La família dominica és el conjunt de religiosos i seglars que segueixen una vida inspirada en el carisma de Sant Domènec de Guzman i en l'esperit de la regla que va escriure per a l'Orde de Predicadors.
En general, els religiosos dominic basen la seva vida en quatre valors comuns, anomenats els Quatre Pilars de la Vida Dominica: la vida en comunitat, la pregària en comunitat, l'estudi i el servei.
En formen part:

## Frares i monges
- l'Orde de Predicadors, orde mendicant masculí format per frares
- les Monges Dominiques, que van ser fundades per Sant Domènec en 1206, abans que l'orde masculina. Al contrari que els frares, són un orde de vida contemplativa. Per influència de l'orde franciscà, van ser anomenades Segon Orde de Sant Domènec. Pròpiament, les monges i els frares formen l'Orde de Predicadors.

## Germanes i seglars: Tercer Orde de Sant Domènec
El tercer orde té dues branques principals, segons els seus membres siguin religiosos o seglars:
- la regular, o Terciaris Conventuals, homes o dones que viuen en comunitat i porten l'hàbit. Entre ells, hi ha diverses congregacions femenines de germanes dominiques, amb objectius d'apostolat: assistència, educació, etc.
- la secular, amb membres casats o solters, clergues o laïcs, que viuen la seva vida com els altres, però que en privat practiquen l'austeritat, la pregària d'acord amb l'orde dominicà i en segueixen les directrius. Els laïcs viuen d'acord amb una regla pròpia, la Regla de les Fraternitats Laïques de Sant Domènec, promulgada en 1987.[1] És la cinquena regla dels seglars dominics; la primera va ser la de 1285.

- - la Fraternitat Laica de Sant Domènec;
  - alguns instituts seculars
  - associacions laiques, com les Confraries del Sant Rosari.